# ガブリエル・マツネフ
ガブリエル・マツネフ（Gabriel Matzneff、1936年8月12日 - ）は、フランスの作家、小児性愛者。

## 生涯
ロシア系の両親のもとにパリで生まれ、ソルボンヌ大学で学んだ。1965年に作家デビューし、1970年代以降の既成の道徳・倫理に反逆する風潮の中で、ギリシア・ラテンの古典文学の教養に裏付けられた美文調の文体とタブーを破る内容により、一部の「審美眼」のある読者の支持をえた。ベルナール・ピヴォが司会を務める人気のあるテレビ文芸番組「アポストロフ」が1975年に始まると6回ゲストとして招かれ、小児性愛を礼讃するような持論を文学の香り高く説いて有名人になった。作品には『日記』シリーズや『16歳以下』など50作もの日記、小説、エッセイ、詩集を発表しているが、発行部数は少なく、英訳・日本語訳もない。
彼は2013年にルノードー賞、2015年にカゼス賞を受賞した。
東南アジアで児童買春や複数の少女の「愛人」との性体験を著作に記していたため、その是非について長らく議論があった(特にカナダ人女性エッセイストのドュニーズ・ボンバルディエは「貴方は彼女達の人生を破壊している」と痛烈に批判した)。しかし、文化人からは表現の自由を重んじる立場から擁護を受けていた。

## 「同意」事件
2020年1月にヴァネッサ・スプリンゴラ（1972-　）という女性が『同意』を刊行し、スプリンゴラが14歳から一年半にわたり、当時50歳だった作家Ｇと性的関係にあったことを告白した。これがマツネフであることは明らかで、同書はベストセラーになり、ガリマール社などがマツネフの書籍販売を中止し、パリ検察庁が未成年者に対するレイプ罪の疑いでマツネフへの捜査を行った。『同意』は内山奈緒美訳で同年中に中央公論新社より刊行された。
同書は2023年にヴァネッサ・フィロ監督により『コンセント/同意』として映画化され、ジャン＝ポール・ルーヴがマツネフを演じた。